# 岭垌窑址
岭垌窑址，位于中国广西壮族自治区北流县平政公社岭垌大队，为一个省级文物保护单位，类型为古遗址，为第二批广西壮族自治区文物保护单位，公布时间为1981年8月25日。
岭垌窑址的历史年代为宋。